# Laura Bertram
Laura Maureen Bertram (Toronto, 5 settembre 1978) è un'attrice e docente canadese.
È nota per aver interpretato il ruolo di Amanda Zimm nella serie televisiva Siete pronti?, per il ruolo di Trance Gemini, un'aliena che entra a far parte dell'equipaggio dell'Andromeda Ascendent nella serie televisiva Andromeda e per il ruolo di Chris Colton nella serie televisiva Robson Arms.

## Biografia

### Educazione
Frequenta la scuola superiore Leaside Secondary School a Toronto dove si diploma. Successivamente si iscrive alla Queen's University (Kingston, Ontario) dove frequenta solamente il primo anno di corso per poi trasferirsi all'università di Guelph per esser più vicina a casa. Nel 2004 ha conseguito il Bachelor in Storia, all'Università di Guelph, specializzandosi in Storia Moderna del continente europeo (periodo storico dal 1485 al 1700).

### Vita privata
Vive a Vancouver, nella Columbia Britannica dove fa l'insegnante di scuole superiori e insegna a giovani attori l'arte della recitazione presso lo studio Biz Studio.
Ha due sorelle minori: Heather (nata nel 1981) e Jennifer (nata nel 1984), entrambe attrici come lei.

## Filmografia

### Cinema
- Django Gunless (Gunless), regia di William Phillips (2010)

### Televisione
- Foto di famiglia (Family Pictures), regia di Philip Saville – miniserie TV (1993)
- Siete pronti? (Ready or Not) – serie TV, 65 episodi (1993-1997)
- Street Legal  – serie TV, episodio 8x07 (1993)
- Kung Fu - La leggenda (Kung Fu: The Legend Continues)  – serie TV, episodio 1x16 (1993)
- La strada per Avonlea (Road to Avonlea) – serie TV, episodio 5x07 (1994)
- Hai paura del buio? (Are You Afraid of the Dark?)  – serie TV, episodi 1x03-5x03 (1992-1995)
- Night of the Twisters, regia di Timothy Bond – film TV (1996)
- The Boys Next Door, regia di John Erman – film TV (1996)
- Un angelo di cristallo (Sins of Silence), regia di Sam Pillsbury – film TV (1996)
- Platinum, regia di Bruce McDonald – film TV (1997)
- Deepwater Black – serie TV, episodio 1x13 (1997)
- Fast Track – serie TV, episodio 1x03 (1997)
- Wind at My Back – serie TV, episodio 1x13 (1997)
- Dear America: So Far from Home – cortometraggio (1999)
- Seasons of Love, regia di Daniel Petrie – miniserie TV (1999)
- Soul Food – serie TV, episodio 2x08 (2001)
- Andromeda – serie TV, 104 episodi (2000-2005)
- Murder on Pleasant Drive, regia di Michael Scott – film TV (2006)
- Veiled Truth, regia di Monika Mitchell – – film TV (2006)
- Robson Arms – serie TV, 4 episodi - Chris Colton (2007)
- A.A.A. cercasi marito (Bridal Fever), regia di Ron Oliver – film TV (2008)
- The Good Witch's Gift - Il matrimonio di Cassie (The Good Witch's Gift), regia di Craig Pryce – film TV (2010)
- The Cult, regia di Kari Skogland – film TV (2010)
- Supernatural – serie TV, episodio 6x06 (2010)
- C'era una volta (Once Upon a Time) – serie TV, episodio 1x05 (2011)
- Unspeakable – miniserie TV, puntate 01-06 (2019)

## Premi e candidature

### Gemini Awards
- 1998: Nominato - Migliore interpretazione in un programma drammatico o mini serie
- 1998: Vinto - Migliore interpretazione in un programma per bambini o serie televisiva
- 1996: Nominato - Migliore interpretazione in un programma per bambini o serie televisiva
- 1995: Vinto - Migliore interpretazione in un programma per bambini o serie televisiva

### Leo Awards
- 2003: Nominato - Serie Drammatica: Migliore interpretazione di sostegno